# بروس امس
 بروس امس (انگلیسی: Bruce Ames؛ زادهٔ ۱۶ دسامبر ۱۹۲۸) یک دانشمند در زمینه زیست‌شناسی مولکولی و زیست‌شیمی اهل ایالات متحده آمریکا است. 
وی همچنین برنده جوایزی همچون نشان ملی علوم شده است.